# Daanosaurus
Daanosaurus ("ještěr z Da´an") byl rod sauropodního (zřejmě brachiosauridního) dinosaura, popsaného v roce 2005 z čínské provincie S’-čchuan. Fosilie dinosaura sestávají z nekompletní postkraniální kostry a částí lebky mláděte. Fakt, že v případě holotypu šlo o menšího juvenilního jedince (délka kolem 4 metrů), dokládá úplná absence srůstu obratlů. Objevena byla také stehenní kost dinosaura. Daanosaurus byl vědecky popsán týmem čínských paleontologů z vrstev pozdně jurského stáří. Šlo zřejmě o brachiosaurida, možná blízce příbuzného rodu Bellusaurus. Velikost dospělého jedince neznáme, mládě mohlo vážit řádově několik stovek kilogramů. Stejně jako v případě jiných sauropodů byli i daanosauři býložravými obry s dlouhými krky a předníma nohama delšíma, než jsou zadní. Přesnější informace mohou přinést až případné budoucí objevy.